# Wiener Charta
Die Wiener Charta ist ein von der rot-grünen Stadtregierung in Wien beschlossenes Projekt zur Verbesserung des Zusammenlebens in der Stadt. Die Regierungsvertreter bezeichneten es als eine der größten Bürgerbefragungen Europas.

## Hintergrund
Sie wurde nach der Landtags- und Gemeinderatswahl 2010 angekündigt und 2012 fertiggestellt. Viele sahen darin einen Versuch der linken Parteien, der FPÖ unter Heinz-Christian Strache die Themenführerschaft im Bereich Integration abzunehmen, auch wenn es dezidiert nicht als reines Integrationsprojekt vorgestellt wurde. 
Ziel war es, für Wiener gesetzlich nicht bindende Spiel- und Benimmregeln aufzustellen. Dafür wurden zwischen 19. März und 1. April 2012 unter der Beteiligung der Bürger Themen gesammelt. Außerdem sollten mehrere Nichtregierungsorganisationen miteinbezogen werden. Die fertige Charta wurde im November 2012 vorgestellt.

## Kritik
Erich Kocina von der Tageszeitung Die Presse meinte, dieses Vorhaben trage die „Handschrift der Grünen“. Er kritisierte, dass ohnehin nur jene am Bürgerbeteiligungsprozess teilnehmen würden, die „auch jetzt schon organisiert sind, soll heißen NGOs, Caritas, Pfarren, basisdemokratisch erfahrene Initiativen“. Am Ende werde zwar ein ambitioniertes Papier stehen, Kocina bezweifelte allerdings, dass das die Integrationsprobleme lösen werde.